# Senoncourt-les-Maujouy
Senoncourt-les-Maujouy ist eine französische Gemeinde mit 100 Einwohnern (Stand: 1. Januar 2022) im Département Meuse in der Region Grand Est (vor 2016: Lothringen). Sie gehört zum Arrondissement Verdun und zum Kanton Dieue-sur-Meuse. 

## Geographie
Senoncourt-les-Maujouy liegt etwa zwölf Kilometer südsüdwestlich von Verdun. Umgeben wird Senoncourt-les-Maujouy mit den Nachbargemeinden Landrecourt-Lempire im Nordwesten und Norden, Dugny-sur-Meuse im Norden und Nordosten, Ancemont im Osten, Souilly im Süden und Südwesten sowie Lemmes im Westen.

## Geschichte
Senoncourt-les-Maujouy bildete zusammen mit Lemmes, Osches und Vadelaincourt von 1973 bis 1984 die Gemeinde Les Quatre-Vents.

## Bevölkerungsentwicklung
| Jahr                       | 1962 | 1968 | 1975 | 1982 | 1990 | 1999 | 2006 | 2011 | 2019 |
| Einwohner                  | 144  | 120  | 84   | 104  | 85   | 79   | 90   | 97   | 101  |
| Quellen: Cassini und INSEE |      |      |      |      |      |      |      |      |      |

## Sehenswürdigkeiten

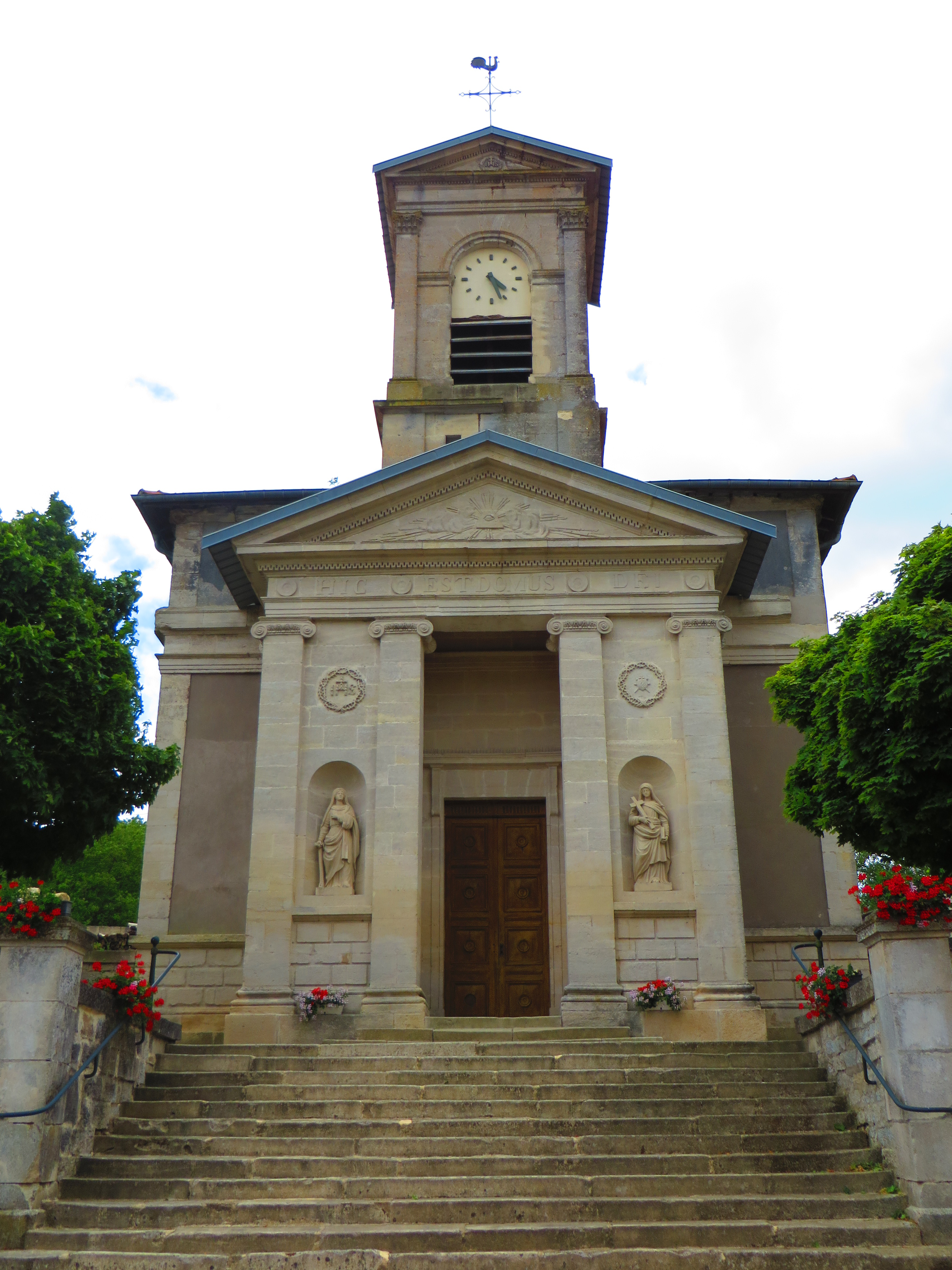
Kirche La Nativité-de-la-Bienheureuse-Vierge-Marie
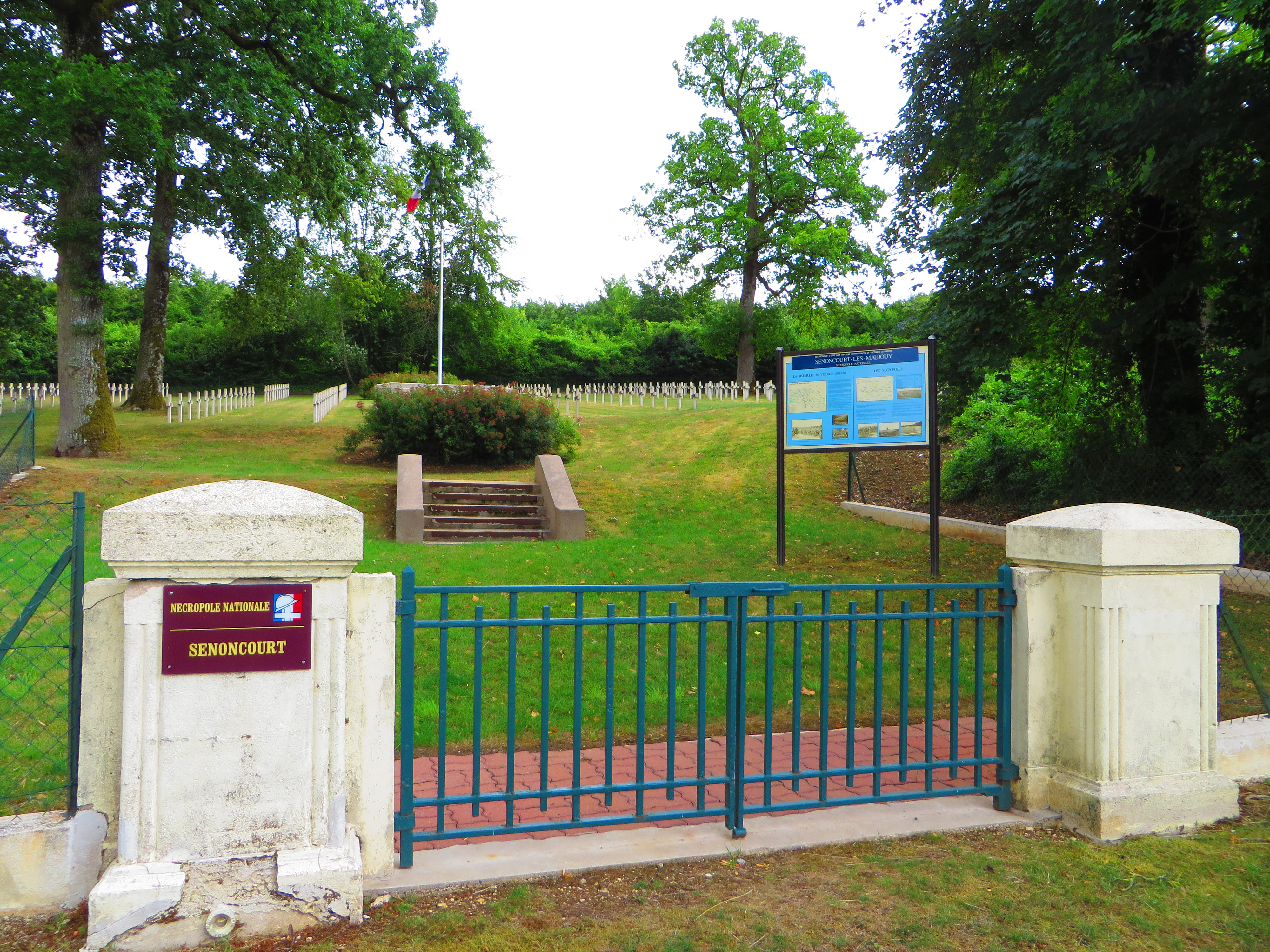
Französischer Nationalfriedhof

- Kirche La Nativité-de-la-Bienheureuse-Vierge-Marie
- Französischer Nationalfriedhof